# Bistum Khandwa
Das Bistum Khandwa (lat.: Dioecesis Khandvaensis) ist eine in Indien gelegene römisch-katholische Diözese. Es ist eine Suffragandiözese des Erzbistums Bhopal und umfasst die Distrikte Khandwa und Khargone.

## Geschichte
Im Jahr 1977 wurde das Bistum aus den Distrikten Khandwa und Khargone des Bistums Indore errichtet. Erster Bischof wurde Abraham Viruthakulangara, der spätere Erzbischof von Nagpur.

## Bischöfe von Khandwa
- 1977–1998 Abraham Viruthakulangara
- 1999–2007 Leo Cornelio SVD
- 2009–2021 Arockia Sebastian Durairaj SVD, dann Erzbischof von Bhopal
- seit 2024 Augustine Madathikunnel